# Happy Time
Happy Time é o sexto álbum de estúdio da banda LAZY. Foi lançado em 21 de julho de 1998 pela Ayers e tem 12 faixas.

## Produção
Sexto álbum da LAZY, primeira banda de Hironobu Kageyama, que também tinha membros da Neverland e da Loudness. O álbum marcou a reunião da banda, que não lançava um disco desde 1981. Teve relançamento em 2001 pela Tri-M, após falência da Ayers.

## Recepção
O CD Journal comemorou a volta da banda, dizendo que "a guitarra é extremamente emocional e faz seu sangue correr." O mesmo site, no relançamento de 2001, pontuou que este álbum "encapsula o talento de todos os integrantes".
O site Rock Meeting deu cinco estrelas ao álbum, exaltando que a experiência dos integrantes em carreiras separadas foi combinada com grande êxito neste álbum, destacando a canção "Ultra High".

## Legado
Com a reunião, a banda começou a fazer músicas para obras de cultura pop, como jogos eletrônicos, animes e tokusatsu. Em março do mesmo ano, haviam lançado o single Ultra High, encerramento de Ultraman Dyna; e em dezembro, lançaram o single Pray, que além de conter a música homônima, veio com a música "My Rest Pose", ambas usadas no anime Shin Seiki GPX Cyber Formula Sin.

## Curiosidades
A faixa "All the Young Dudes" foi lançada com erro de ortografia, estando no CD como "All the Young Dueds" na lista de faixas, mas com o nome correto na seção de letras do encarte.
A faixa "Sealed with a Kiss" é bastante conhecida do público brasileiro, mas na versão cover de Luan e Vanessa, com o título "Quatro Semanas de Amor".

## Faixas
| N.º            | Título                                                     | Letras                                       | Música             | Arranjo        | Duração |  |
| 1.             | "HAPPY TIME"                                               | LAZY                                         | LAZY               | LAZY           | 4:11    |  |
| 2.             | "All the Young Dudes" (cover de Mott the Hoople)           | David Bowie e Emi Mahiko (letras em japonês) | D. Bowie           | LAZY           | 4:59    |  |
| 3.             | "Kuro Zukin"                                               | LAZY                                         | LAZY               | LAZY           | 7:21    |  |
| 4.             | "Somebody to Love" (cover de Jefferson Airplane)           | Darby Slick e E. Mahiko (letras em japonês)  | D. Slick           | LAZY           | 4:44    |  |
| 5.             | "ULTRA HIGH" (encerramento de Ultraman Dyna)               | LAZY                                         | LAZY               | LAZY           | 4:13    |  |
| 6.             | "ROCK'N ON MY BABY"                                        | LAZY                                         | LAZY               | LAZY           | 5:43    |  |
| 7.             | "PRAY" (abertura de Shin Seiki GPX Cyber Formula Sin)      | E. Mahiko                                    | LAZY               | LAZY           | 4:52    |  |
| 8.             | "Konya LOVERS LANE de..."                                  | LAZY                                         | LAZY               | LAZY           | 6:22    |  |
| 9.             | "Mizu no Wakusei"                                          | LAZY                                         | LAZY               | LAZY           | 2:49    |  |
| 10.            | "JUNGLE!"                                                  | LAZY                                         | LAZY               | LAZY           | 4:01    |  |
| 11.            | "Sealed with a Kiss" (cover de The Four Voices)            | Gary Geld e Peter Udell                      | G. Geld e P. Udell | LAZY           | 2:54    |  |
| 12.            | "MY REST POSE" (usada em Shin Seiki GPX Cyber Formula Sin) | LAZY                                         | LAZY               | LAZY           | 4:41    |  |
| Duração total: | Duração total:                                             | Duração total:                               | Duração total:     | Duração total: | 56:50   |  |

## Integrantes
- Hironobu Kageyama (Michell) - Vocal

- Akira Takasaki (Suzy) - Guitarra

- Hiroyuki Tanaka (Funny) - Baixo

- Shunji Inoue (Pocky) - Teclado

- Munetaka Higuchi (Davy) - Bateria